# Max (automerk)
Max was een Nederlands automerk, geproduceerd door Max Motors BV uit Helmond.

## Geschiedenis
In 1985 begon in Helmond de firma Kick Design, van Eric Spronk, met de ontwikkeling van een nieuwe, sportieve kleine auto. Kick Design startte deze ontwikkeling als adviesbureau om enerzijds de klantenkring te laten zien wat er aan kennis en ervaring in huis is en anderzijds om te onderzoeken en bewijzen wat er met de nieuwst kunststof- en compositietechnologie mogelijk is.
Het plan was om met een modulair concept op één basis meerdere variaties mogelijk te maken. Behalve een cabriolet als basis, werd met een hardtop coupé, een pick-up en een combi rekening gehouden. Daarnaast zou de eigenaar over verwisselbare bekleding voor de stoelen kunnen beschikken. Het basismodel zou uiteindelijk de auto blijken te zijn die onder de naam Max Roadster voorgesteld werd.

### Max Roadster
De première van het Max-prototype was op de PersonenautoRAI van 1989. De belangstelling was groot, er werden bestellingen geplaatst en aanbetalingen gedaan. De fabrikant zou zijn productie in twee fasen opzetten. Eerst een beperkte voorserie om aanloopproblemen en -kosten het hoofd te kunnen bieden en vervolgens de normale serieproductie. De voorseriemodellen zouden een wat excusiever karakter krijgen.
De auto maakte gebruik van bekende techniek. Uit de mogelijkheden die het PSA Peugeot Citroën-concern bood, koos men het mechaniek van de Citroën AX GT. Met diens motor kwam de lichte Max aan snelle prestaties, terwijl service en dergelijke geen probleem waren. Het assortiment van PSA bood ook doorgroeimogelijkheden tot en met de zestienkleps-injectiemotor en zelfs vierwielaandrijving.
In augustus 1989 wilde men de eerste auto al afleveren maar dat was een te optimistische planning. Pas in juni 1990 waren de eerste auto's gereed. Die hadden echter een slechte afwerking wat opnieuw tot uitstel van de productie leidde. Eind 1991 startte de productie opnieuw. Door veranderingen die Citroën aan de AX doorvoerde, waren opnieuw aanpassingen nodig geweest.
De Max Roadster stond per oktober 1991 voor 49.250 Nederlandse gulden in de prijslijst. De carrosseriemodules zouden circa 6.000 gulden gaan kosten maar die lieten op dat moment nog op zich wachten.

### Faillissement
Na diverse financiële injecties ging het merk en haar BV (Max Motors BV) uiteindelijk toch failliet in 1993. Het concept van de Max kwam te vroeg, maar maakte de weg vrij voor andere "fun"auto’s.
Akkermans · 
Altena · 
Anderheggen · 
Antilope · 
Arnhemsche Machinefabriek  · 
Ataf-Porata · 
Autolette · 
Bambino · 
Belcar · 
Bermuda Buggy · 
BGF · 
Boro · 
Bij 't Vuur · 
Carver · 
Citeria · 
CoTuRa · 
DAF · 
Entrop · 
EWB · 
Eysink · 
Gatso · 
Gazelle ·
Gelria ·
Groninger Motorrijtuigen Fabriek · 
Gruno · 
H.A.M. · Havas · 
Hinde ·
Konings · 
Max · 
Neerlandia · 
Netam ·
Omnia · 
Rizovari · 
Ruiter ·
Ruska · 
Simplex ·
Spyker ·
Story ·
V.L.A.M.